# Alaksandr Hierasimienka
Alaksandr Hierasimienka (ur. 15 stycznia 1946 w Uzdzie w obwodzie mińskim, zm. 2 sierpnia 2017) – białoruski działacz państwowy i partyjny, dyplomata, od 2006 do 2013 ambasador Republiki Białorusi w Rydze.
W 1969 ukończył studia w Instytucie Politechnicznym Białoruskiej SRR. W 1988 został absolwentem Wyższej Szkoły Partyjnej przy KC KPB w Mińsku. Na początku swej kariery zawodowej pracował jako specjalista w fabryce samochodów oraz traktorów. Zaangażowany w działalność partyjną, został w 1977 instruktorem KPB na rejon partyzancki Mińska. Od 1981 do 1986 pełnił kolejno funkcję wiceprzewodniczącego i przewodniczącego Partyzanckiego Dzielnicowego Komitetu Wykonawczego w Mińsku. W latach 1986–1990 sprawował urząd I sekretarza KPB w dzielnicy partyzanckiej. W 1990 roku awansował na stanowisko II sekretarza komitetu miejskiego KPB. W tym samym roku stanął na czele Miejskiej Rady Deputowanych Ludowych w Mińsku i objął przewodnictwo nad Miejskim Komitetem Wykonawczym – obie funkcje pełnił do 1995. Był deputowanym Rady Najwyższej Republiki Białorusi XII kadencji.
W 1995 rozpoczął karierę dyplomaty jako ambasador nadzwyczajny i pełnomocny w Bułgarii i Grecji. Po powrocie do kraju w 2000 został wiceministrem spraw zagranicznych. W lipcu 2006 wręczył listy uwierzytelniające prezydentowi Łotwy, rozpoczynając misję dyplomatyczną w Rydze jako ambasador.
10 września 2013 roku został zwolniony ze stanowiska Ambasadora Białorusi na Łotwie.